# Глюира
Глюира́ (фр. Gluiras, окс. Gluiràs) — коммуна во Франции, находится в регионе Рона — Альпы. Департамент коммуны — Ардеш. Входит в состав кантона Сен-Пьервиль. Округ коммуны — Прива.
Код INSEE коммуны 07096.

## Население
Население коммуны на 2008 год составляло 393 человека.
| 1962 | 1968 | 1975 | 1982 | 1990 | 1999 | 2008 |
| ---- | ---- | ---- | ---- | ---- | ---- | ---- |
| 713  | 591  | 452  | 398  | 380  | 351  | 393  |

## Экономика

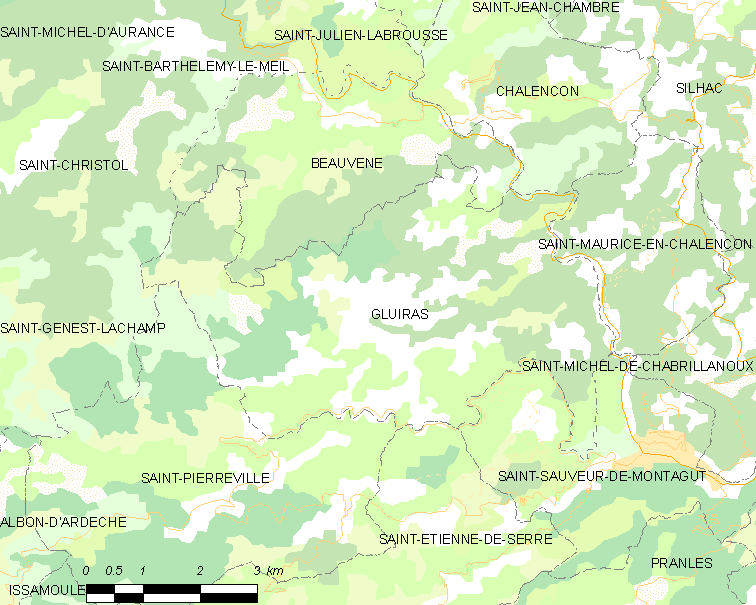
Карта коммуны

В 2007 году среди 227 человек в трудоспособном возрасте (15-64 лет) 138 были экономически активными, 89 — неактивными (показатель активности — 60,8 %, в 1999 году было 59,9 %). Из 138 активных работали 122 человека (73 мужчины и 49 женщин), безработных было 16 (8 мужчин и 8 женщин). Среди 89 неактивных 17 человек были учениками или студентами, 54 — пенсионерами, 18 были неактивными по другим причинам.